# Balmorhea
Balmorhea é uma cidade localizada no estado norte-americano do Texas, no Condado de Reeves.

## Demografia
Segundo o censo norte-americano de 2000, a sua população era de 527 habitantes.
Em 2006, foi estimada uma população de 464, um decréscimo de 63 (-12.0%).

## Geografia
De acordo com o United States Census Bureau tem uma área de
1,0 km², dos quais 1,0 km² cobertos por terra e 0,0 km² cobertos por água. Balmorhea localiza-se a aproximadamente 974 m acima do nível do mar.

## Localidades na vizinhança
O diagrama seguinte representa as localidades num raio de 56 km ao redor de Balmorhea.